# Muzafer Ejupi
Muzafer Ejupi (Skoplje, 16. rujna 1988.) je bivši makedonski nogometaš albanske narodnosti koji je igrao na poziciji napadača.
U kolovozu 2016. je, kao ponajbolji igrač Slaven Belupa, prešao u Osijek, gdje je predstavljen kao jedno od najjačih pojačanja proteklih godina.

## Vanjske poveznice
- Profil na Transfermarktu
- Profil na Soccerwayu